# 바이너리 이미지
바이너리 이미지(binary image)는 정확히 두 가지 색상(보통 검은색과 흰색) 중 하나를 가질 수 있는 픽셀로 구성된 이미지이다. 이진 이미지, 2차 화상, 이차영상, 이진영상 등 다양한 용어로 번역된다. 바이너리 이미지는 바이레벨(bi-level) 또는 투레벨(two-level)이라고도 하며, 두 가지 색상으로 이루어진 픽셀 아트를 흔히 1비트(1bit)라고 한다. 이는 각 픽셀이 단일 비트(예: 0 또는 1)로 저장됨을 의미한다. 이 개념에는 흑백, 흑백, 단색이라는 이름이 자주 사용되지만 샘플이 하나만 있는 모든 이미지를 나타낼 수도 있다. 회색조 이미지와 같이 픽셀당. 포토샵 용어에서 바이너리 이미지는 "비트맵" 모드의 이미지와 동일하다.
바이너리 이미지는 디지털 화상 처리에서 마스크나 임계값 지정, 디더링으로 자주 발생한다. 레이저 프린터, 팩스, 이중 레벨 컴퓨터 디스플레이 등 일부 입출력 장치는 이중 레벨 이미지만 처리할 수 있다.
이진 이미지는 압축된 비트 배열인 비트맵으로 메모리에 저장될 수 있다. 640×480 이미지에는 37.5KiB의 저장 공간이 필요하다. 이미지 파일의 크기가 작기 때문에 팩스 및 문서 관리 솔루션에서는 일반적으로 이 형식을 사용한다. 대부분의 이진 이미지는 간단한 런 렝스 부호화 방식으로도 잘 압축된다.
이진 이미지는 2차원 정수 격자 Z2의 하위 집합으로 해석될 수 있다. 형태학적 이미지 처리 분야는 이러한 관점에서 크게 영감을 받았다.

## 같이 보기
- 흑백
- 디더링
- JBIG/JBIG2
- X 픽스맵